# New Egypt
New Egypt és una concentració de població designada pel cens dels Estats Units a l'estat de Nova Jersey. Segons el cens del 2000 tenia 2.519 habitants.

## Demografia
Segons el cens del 2000, New Egypt tenia 2.519 habitants, 913 habitatges, i 664 famílies. La densitat de població era de 241,9 habitants/km².
Dels 913 habitatges en un 38,2% hi vivien nens de menys de 18 anys, en un 56,6% hi vivien parelles casades, en un 11,8% dones solteres, i en un 27,2% no eren unitats familiars. En el 21,1% dels habitatges hi vivien persones soles el 6% de les quals corresponia a persones de 65 anys o més que vivien soles. El nombre mitjà de persones vivint en cada habitatge era de 2,76 i el nombre mitjà de persones que vivien en cada família era de 3,18.
Per edats la població es repartia de la següent manera: un 28,1% tenia menys de 18 anys, un 8,9% entre 18 i 24, un 33,4% entre 25 i 44, un 21,2% de 45 a 60 i un 8,3% 65 anys o més.
L'edat mediana era de 36 anys. Per cada 100 dones de 18 o més anys hi havia 99,1 homes.
La renda mediana per habitatge era de 49.297 $ i la renda mediana per família de 50.833 $. Els homes tenien una renda mediana de 38.156 $ mentre que les dones 35.313 $. La renda per capita de la població era de 18.771 $. Aproximadament el 5,9% de les famílies i el 7,6% de la població estaven per davall del llindar de pobresa.

## Poblacions més properes
El següent diagrama mostra les poblacions més properes.